# Mussurana (geslacht)
Mussurana is een geslacht van slangen uit de familie toornslangachtigen (Colubridae) en de onderfamilie Dipsadinae.

## Naam en indeling
Er zijn drie verschillende soorten, de groep werd voor het eerst wetenschappelijk beschreven door Hussam Zaher, Felipe Gobbi Grazziotin, John Everett Cadle, Robert Ward Murphy, Julio Cesar de Moura Leite en Sandro Luis Bonatto in 2009. De slangen werden eerder aan andere geslachten toegekend, te weten Oxyrhopus en Clelia

### Soorten
Het geslacht omvat de volgende soorten, met de auteur en het verspreidingsgebied.
| Naam              | Auteur                         | Verspreidingsgebied                  | Beschermingsstatus |
| ----------------- | ------------------------------ | ------------------------------------ | ------------------ |
| Mussurana bicolor | Peracca, 1904                  | Brazilië, Paraguay, Argentinië, Peru |                    |
| Mussurana montana | Franco, Marques & Puorto, 1997 | Brazilië                             |                    |
| Mussurana quimi   | Franco, Marques & Puorto, 1997 | Brazilië, Argentinië, Paraguay       |                    |

## Verspreiding en habitat
Alle soorten komen voor in delen van Zuid-Amerika en leven in de landen Brazilië, Paraguay, Argentinië en Peru. De habitat bestaat uit tropische en subtropische bossen, zowel droge bossen, als vochtige laagdlandbossen, droge en vochtige savannen en graslanden.

## Beschermingsstatus
Door de internationale natuurbeschermingsorganisatie IUCN is aan alle soorten een beschermingsstatus toegewezen. De slangen worden beschouwd als 'veilig' (Least Concern of LC).